# Andrena leucolippa
Andrena leucolippa (лат.) — вид пчёл рода Andrena из семейства Andrenidae. Европа (Испания, Португалия, Франция).

## Описание
Длина около 1 см. От близких видов отличается следующими признаками: у самок тергит T1 сравнительно редко пунктирован, крупные точки разделены >1 диаметра пунктуры, с рассеянными микропунктурами между этими крупными и относительно грубыми точками. Фовеи с четко очерченным внешним краем, фовеи вдавлены, отделены от латерального оцеллия расстоянием, равным его диаметру. Самцы крупные, превышающие 10 мм в длину; мандибулы в нижней части с белыми отметинами; тело с обильным белым опушением, с густыми волосками на наличнике и вентрально на щеке, которые могут скрывать нижнюю поверхность. Все тергиты брюшка тёмные; мезонотум с короткими чешуйковидными волосками. Задняя поверхность заднего бедра с продольным рядом шипов или зубцов. Вид широко распространен по Пиренейскому полуострову. Летает в апреле—июле. Олиголект, посещает растения семейства Астровые.